# MES
MES (от англ. manufacturing execution system), система управления производственными процессами — специализированное прикладное программное обеспечение, предназначенное для решения задач синхронизации, координации, анализа и оптимизации выпуска продукции в рамках какого-либо производства. MES-системы относятся к классу систем управления уровня цеха, но могут использоваться и для интегрированного управления производством на предприятии в целом.

## Стандарты MES
Международная ассоциация производителей и пользователей систем управления производством (MESA International) определила в 1994 году модель MESA-11, а в 2004 году модель c-MES, которые дополняют модели и стандарты управления производством и производственной деятельностью, сформировавшиеся за последние десятилетия:
1. Стандарт ISA-95, «Интеграция систем управления предприятием и технологическим процессом» («Enterprise-Control System Integration»), который определяет единый интерфейс взаимодействия уровней управления производством и компанией и рабочие процессы производственной деятельности отдельного предприятия.
2. Стандарт ISA-88, «Управление периодическим производством» («Batch Control»), который определяет технологии управления периодическим производством, иерархию рецептур, производственные данные.
3. Сообщество Открытых Приложений (Open Applications Group, OAG): некоммерческое промышленное сообщество, имеющее своей целью продвижение концепции функциональной совместимости между бизнес-приложениями и разработку стандартов бизнес-языков для достижения указанной цели.
4. Модель процессов цепочки поставок (Supply-Chain Operations Reference, SCOR): референтная модель для управления процессами цепочки поставок, связывающая деятельность поставщика и заказчика. Модель SCOR описывает бизнес-процессы для всех фаз выполнения требований заказчика. Раздел SCOR «Изготовление» («Make») посвящён, в основном, производству.

## Задачи
Среди основных задач MES выделяются:
- активация производственных мощностей на основе детального пооперационного планирования производства;
- отслеживание производственных мощностей;
- сбор информации, связанной с производством, от систем автоматизации производственного процесса, датчиков, оборудования, персонала, программных систем;
- отслеживание и контроль параметров качества;
- обеспечение персонала и оборудования информацией, необходимой для начала процесса производства;
- установление связей между персоналом и оборудованием в рамках производства;
- установление связей между производством и поставщиками, потребителями, инженерным отделом, отделом продаж и менеджментом;
- реагирование на требования по номенклатуре производства, изменение компонентов, сырья и полуфабрикатов, применяемых в процессе производства, изменение спецификации продуктов, доступность персонала и производственных мощностей;
- гарантирование соответствия применимым юридическим актам (например нормам FDA в США);
- соответствие вышеперечисленным индустриальным стандартам.

## Функции MES-11
В зависимости от характера, масштаба и особенностей производственных структур и самих систем, существуют различные комбинации сочетаний корпоративных систем ERP, APS и MES в общей структуре информационных систем управления предприятием.
RAS (англ. Resource Allocation and Status) — контроль состояния и распределение ресурсов. Управление ресурсами: технологическим оборудованием, материалами, персоналом, обучением персонала, а также другими объектами, такими как документы, которые должны быть в наличии для начала производственной деятельности. Обеспечивает детальную историю ресурсов и гарантирует, что оборудование соответствующим образом подготовлено для работы. Контролирует состояние ресурсов в реальном времени. Управление ресурсами включает резервирование и диспетчеризацию, с целью достижения целей оперативного планирования.
DPU (англ. Dispatching Production Units) — диспетчеризация производства. Управляет потоком единиц продукции в виде заданий, заказов, серий, партий и заказ-нарядов. Диспетчерская информация представляется в той последовательности, в которой работа должна быть выполнена, и изменяется в реальном времени по мере возникновения событий на цеховом уровне. Это дает возможность изменения заданного календарного плана на уровне производственных цехов. Включает функции устранение брака и переработки отходов, наряду с возможностью контроля трудозатрат в каждой точке процесса с буферизацией данных.
DCA (англ. Data Collection/Acquisition) — сбор и хранение данных. Взаимодействие информационных подсистем в целях получения, накопления и передачи технологических и управляющих данных, циркулирующих в производственной среде предприятия. Функция обеспечивает интерфейс для получения данных и параметров технологических операций, которые используются в формах и документах, прикрепляемых к единице продукции. Данные могут быть получены с цехового уровня как вручную, так и автоматически от оборудования, в требуемом масштабе времени.
LM (англ. Labor Management) — управление персоналом. Обеспечивает получение информации о состоянии персонала и управление им в требуемом масштабе времени. Включает отчётность по присутствию и рабочему времени, отслеживание сертификации, возможность отслеживания непроизводственной деятельности, такой, как подготовка материалов или инструментальные работы, в качестве основы для учёта затрат по видам деятельности (activity based costing, ABC). Возможно взаимодействие с функцией распределения ресурсов, для формирования оптимальных заданий.
QM (англ. Quality Management) — управление качеством. Обеспечивает анализ в реальном времени измеряемых показателей, полученных от производства, для гарантированно правильного управления качеством продукции и определения проблем, требующих вмешательства обслуживающего персонала. Данная функция формирует рекомендации по устранению проблем, определяет причины брака путём анализа взаимосвязи симптомов, действий персонала и результатов этих действий. Может также отслеживать выполнение процедур статистического управления процессом и статистического управления качеством продукции (SPC/SQC), а также управлять выполнением лабораторных исследований параметров продукции. Для этого в состав MES добавляются лабораторные информационно-управляющие системы (LIMS).
PM (англ. Process Management) — управление производственными процессами. Отслеживает производственный процесс и либо корректирует автоматически, либо обеспечивает поддержку принятия решений оператором для выполнения корректирующих действий и усовершенствования производственной деятельности. Эта деятельность может быть как внутриоперационной и направленной исключительно на отслеживаемые и управляемые машины и оборудование, так и межоперационной, отслеживающей ход процесса от одной операции к другой. Она может включать управление тревогами для обеспечения гарантированного уведомления персонала об изменениях в процессе, выходящих за приемлемые пределы устойчивости. Она обеспечивает взаимодействие между интеллектуальным оборудованием и MES, возможное благодаря функции сбора и хранения данных.
PTG (англ. Product Tracking and Genealogy) — отслеживание и генеалогия продукции. Обеспечивает возможность получения информации о состоянии и местоположении заказа в каждый момент времени. Информация о состоянии может включать данные о том, кто выполняет задачу, компонентах, материалах и их поставщиках, номере лота, серийном номере, текущих условиях производства, а также любые тревоги, данные о повторной обработке и другие события, относящиеся к продукту. Функция отслеживания в реальном времени создаёт также архивную запись. Эта запись обеспечивает отслеживаемость компонентов и их использование в каждом конечном продукте.
PA (англ. Performance Analysis) — анализ производительности. Обеспечивает формирование отчётов о фактических результатах производственной деятельности, сравнение их с историческими данными и ожидаемым коммерческим результатом. Результаты производственной деятельности включают такие показатели, как коэффициент использования ресурсов, доступность ресурсов, время цикла для единицы продукции, соответствие плану и соответствие стандартам функционирования. Может включать статистический контроль качества процессов и продукции (SPC/SQC). Систематизирует информацию, полученную от разных функций, измеряющих производственные параметры. Эти результаты могут быть подготовлены в форме отчёта или представлены в реальном времени в виде текущей оценки эксплуатационных показателей.
По состоянию на 2004 год, функции, относящиеся к составлению производственных расписаний (ODS), управлению ТО и ремонтами (MM), а также цеховому документообороту (DOC) — функции, востребованные в дискретных производствах — были исключены из базовой модели MESA-11 применительно к процессным производствам.
ODS (англ. Operations/Detail Scheduling) — оперативное детальное планирование. Обеспечивает упорядочение производственных заданий, основанное на очерёдности, атрибутах, характеристиках и рецептах, связанных со спецификой изделий таких как: форма, цвет, последовательность операций и др. и технологией производства. Цель — составить производственное расписание с минимальными перенастройками оборудования и параллельной работой производственных мощностей для уменьшения времени получения готового продукта и времени простоя.
MM (англ. Maintenance Management) — управление техобслуживанием и ремонтом. Отслеживает и управляет обслуживанием оборудования и инструментов. Обеспечивает их работоспособность. Обеспечивает планирование периодического и предупредительного ремонтов, ремонта по состоянию. Накапливает и хранит историю произошедших событий (отказы, уменьшение производительности и др.) для использования в диагностировании возникших и предупреждения возможных проблем.
DOC (англ. Document Control) — управление документами. Контролирует содержание и прохождение документов, которые должны сопровождать выпускаемое изделие, включая инструкции и нормативы работ, способы выполнения, чертежи, процедуры стандартных операций, программы обработки деталей, записи партий продукции, сообщения о технических изменениях, передачу информации от смены к смене, а также обеспечивает возможность вести плановую и отчётную цеховую документацию. Также включает инструкции по безопасности, контроль защиты окружающей среды, государственные и необходимые международные стандарты. Хранит историю прохождения и изменения документов.
С 1994 по 2004 год появились информационные системы, реализующие исключённые функциональные возможности:
- Advanced Planning & Scheduling (APS) — решают задачи составления производственных расписаний в рамках всего предприятия,
- Enterprise Asset Management (EAM) — отвечает за управление техническим обслуживанием и ремонтами.

## c-MES
Разработка модели Collaborative Manufacturing Execution System (c-MES) была вызвана тем фактом, что при управлении процессными производствами и цепочками поставок надёжный обмен информацией между несколькими системами необходим гораздо чаще, чем обмен между несколькими уровнями одной системы. В предыдущем поколении MES основное внимание уделялось обеспечению информацией пользователей из числа оперативного персонала, таких как диспетчеры, операторы или менеджеры. Для совместного использования информации с другими была разработана модель c-MES. Она дает возможность получить полную картину происходящего, необходимую для принятия решений. В частности, при управлении цепочками поставок и принятии решений c-MES предоставляет информацию о возможностях производства («что»), производительности («сколько»), расписании («когда») и качестве («доступный уровень»).
Функции:
- RAS (англ. Resource Allocation and Status) — контроль состояния и распределение ресурсов;
- DPU (англ. Dispatching Production Units) — диспетчеризация производства (координация изготовления продукции);
- DCA (англ. Data Collection/Acquisition) — сбор и хранение данных;
- LUM (англ. Labor/User Management)— управление людскими ресурсами;
- QM (англ. Quality Management) — управление качеством;
- PM (англ. Process Management) — управление процессами производства;
- PTG (англ. Product Tracking & Genealogy) — отслеживание и генеалогия продукции;
- PA (англ. Performance Analysis) — анализ эффективности.